# ژوزه سارنی
ژوزه سازنی د آراجو کوستا (زادهٔ ۲۴ آوریل ۱۹۳۰) سیاستمدار، وکیل و نویسنده اهل برزیل است. وی از ۱۵ مه ۱۹۸۵ تا ۱۵ مه ۱۹۹۰ به‌عنوان رئیس‌جهور برزیل فعالیت می کرده‌است.